# Myzomela kuehni
Myzomela kuehni là một loài chim trong họ Meliphagidae.